# Rajamangala University of Technology Lanna
Die Rajamangala University of Technology Lanna (RMUTL; thailändisch มหาวิทยาลัยเทคโนโลยีราชมงคลล้านนา, RTGS Mahawitthayalai Theknoloyi Ratchamongkhon Lanna, „Königlich-verheißungsvolle Technische Universität Lanna“) ist eine öffentliche Universität für Wissenschaft und Technologie in Nordthailand. Sie gehört dem Rajamangala-System staatlicher Technischer Universitäten an. Ihr Hauptcampus befindet sich in Amphoe Doi Saket, etwa 16 km nordöstlich von Chiang Mai, Thailand. Neben Bachelor- und Master-Programmen bietet die Universität auch das Studium auf dem zweiten Bildungsweg an. Sie ist nach dem Königreich Lan Na benannt, zu dem der Nordwesten Thailands bis Ende des 19. Jahrhunderts gehörte.

## Geschichte
Die Gründung der Universität geht aus der Berufsbildungsanstalt „Vocational Institute“ hervor, die im Jahr 1957 von König Bhumibol Adulyadej (Rama IX.) ins Leben gerufen wurde. 1975 bildete sie einen Campus des Instituts für Technologie und Berufsbildung, bevor sie 1988 in Rajamangala Institut für Technologie (RIT), Nord-Campus, umbenannt wurde. Schrittweise wurde die Verwaltung und die Ausbildung soweit verbessert, dass das Institut im Jahr 2003 zur Rajamangala Universität für Technologie Lanna (RMUTL) erhoben wurde, die in sechs Städten von Nord-Thailand einen Campus unterhält: Chiang Mai, Chiang Rai, Lampang, Tak, Phitsanulok und Nan.

## Akademische Einrichtungen
Die RMUTL ist unterteilt in 8 generelle akademische Einheiten, vier Fakultäten, ein College, zwei Forschungsinstitute und ein Institute of knowledge and technology transfer. Hier arbeiten ca. 1.060 Fakultätsmitglieder und 800 sonstiges Personal.

### Fakultäten
- Fakultät für Naturwissenschaft und Agrartechnologie
- Fakultät für Ingenieurwissenschaft
- Fakultät für Betriebswirtschaft und Geisteswissenschaft
- Fakultät für Kunst und Architektur

### Kolleg
- Kolleg für Technologie und interdisziplinäre Studien

### Institute
- Forschungsinstitut für Agrartechnologie
- Institute für Forschung und Entwicklung
- Institute für Wissens- und Technologietransfer

## Studenten
Es besteht eine studentische Selbstverwaltung an der RMUTL, die Aktivitäten zu Kunst und Kultur, Sport, Freizeit und Ausbildung unterhält.
Studenten aus 17 Provinzen in Nord-Thailand werden nach Quoten- und Zulassungssystemen aufgenommen. Mehrere private und öffentliche Fördersysteme können von einkommensschwachen Familien in Anspruch genommen werden, darunter auch eines, das dem deutschen Bafög ähnlich ist.

## Kooperationen
Es bestehen mehrere Kooperationen mit Universitäten, überwiegend aus Asien (China und Malaysia), aber auch mit Australien (University of South Australia) und Deutschland (Hochschule Bochum und Hochschule Hof).